# سوشما ست
سوشما ست (به انگلیسی: Sushma Seth) (زاده ۲۰ ژوئن ۱۹۳۶) بازیگر هندی است.
از فیلم‌هایی که وی در آن نقش داشته‌است می‌توان به برادر من اشاره کرد.

## فیلم‌شناسی
فهرست برخی از فیلم‌هایی که سوشما ست در آن‌ها به ایفای نقش پرداخته‌است:
- برادر من
- سوریاوانشی
- طوفان
- دانش‌آموز سال
- دو و نیم نامه عاشقانه
- آقای بزرگ آقای کوچک
- بیمار عشق
- خودخواه
- جنون
- شکارچی
- قریب
- ترانه رادا
- پالی خان
- آخرین دادگاه
- سرگردان
- طوایف
- ترک
- نجات
- ثروتمندی و فقیری
- فاصله
- اولین نامه عاشقانه
- شاهزاده خانم رؤیاها
- به من قسم بخور
- قسم به مادرم
- متفاوت
- جمعیت
- جنگ درستکاری